# Joseph-François Poeymirau
 (avril 2009).
Si vous disposez d'ouvrages ou d'articles de référence ou si vous connaissez des sites web de qualité traitant du thème abordé ici, merci de compléter l'article en donnant les références utiles à sa vérifiabilité et en les liant à la section « Notes et références ».
(Joseph François André) Henri Poeymirau (8 novembre 1869 à Pau - 22 février 1924 à Paris) est un général français du début du XXe siècle.
Personnalité distinguée : général de division, breveté d’état-major et grand officier de la Légion d’honneur, appartient à l’Infanterie.

## Biographie[2]

### Enfance
Henri (son prénom d'usage) Poeymirau est né à Pau le 8 novembre 1869, fils d'Adolphe André Poeymirau, 60 ans, propriétaire rentier, et de Paule Josèphe Delphine Rocaché son épouse, en la maison Lecoeur, rue Saint-Louis de Gonzague. Joseph François Poeymirau quitte Pau pour effectuer ses études secondaires au Collège Stanislas de Paris, puis intégrer l'École Spéciale Militaire de Saint-Cyr avant de suivre les cours de l'École de Guerre.

### LaCampagne du Maroc

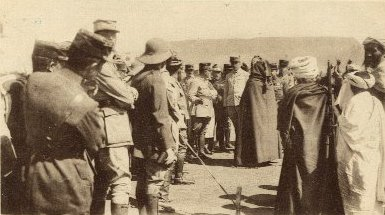
Soumission du Pacha Hassan Amahzoune, juin 1920, au général Poeymirau

Après un début de carrière en métropole, il rejoint l'Algérie en 1902 où il est remarqué par le général Lyautey qui se l'attache d'abord comme officier d'ordonnance et qui s'assurera de sa collaboration tout au long de sa carrière. Lyautey l'appelle à partir au  Maroc avec lui quand il en devient Résident général en 1912. Poeymirau y participe aux premières opérations de pacification à la tête du 2ème bataillon de chasseurs indigènes. Très courageux, très humain et très proche de ses hommes, ceux-ci lui donnent le surnom de "Poey".

### LaPremière Guerre mondiale
Il quitte le Maroc en août 1914 pour aller combattre en France à la tête du 2e régiment de chasseurs indigènes intégré dans une brigade marocaine (futurs tirailleurs marocains). Il se trouve en pointe de la VIème armée du général Maunoury lors de la bataille de la Marne.Le péroné brisé en 1915 à la fameuse tranchée de Calonne, il est désormais inapte à la guerre en France.

### De 1916 à 1924
À la fin de 1915 il rejoint le Maroc où le général Lyautey le désigne comme commandant de la subdivision de Meknés à partir du 27 mars 1916. Il devient général de brigade le 16 juillet 1917.  Il métamorphose la ville et la région de Meknès en quelques années et mène année après année des campagnes de pacification au nom du Sultan. Il obtiendra notamment la soumission des Zayanes dirigés par les fils de Mouha ou Hammou Zayani le 2 juin 1920. Entretemps, il aura à nouveau été grièvement blessé le 15 janvier 1919 dans le Tafilalet par l'explosion accidentelle d'un obus, frôlant la mort. En avril 1922, il est nommé général de division. Rentré en France pour un congé à la fin de 1923, il meurt à la surprise générale le 22 février 1924 à l’hôpital militaire du Val-de-Grâce après avoir contracté une appendicite qui s'est compliquée. Trois maréchaux et des généraux prestigieux assistant à ses funérailles solennelles à Paris: Foch, Franchet d'Esperey, Pétain, Gouraud... Il est inhumé au cimetière d’Estang, village sis à l'ouest du département du Gers. dans un tombeau dressé sur souscription à la demande du Maréchal Lyautey.

## Hommages
- Maroc :
  - Statue du général Joseph-François Poeymirau, œuvre de Paul Vannier initialement place du général Poeymirau à Meknès, inaugurée le dimanche 24 avril 1927. La statue a été réinstallée à Pau en 1973.
  - Jusqu'à la fin du protectorat, toutes les grands villes du Maroc possédaient une avenue, une place ou un boulevard du général Poeymirau.
  - Le lycée de Meknès s'est appelé lycée Poeymirau jusqu'à la fin du protectorat.
- Pau (Pyrénées-Atlantiques). 
  - La statue du général Poeymirau est située à l'angle des allées de Morlaas et de l'avenue du Général-Leclerc.
  - Une avenue de Pau porte son nom.

### Décorations
- Grand officier de la Légion d'honneur par décret du 11 juillet 1921[4]
  -  Commandeur de la Légion d'honneur par arrêté du 20 janvier 1919
  -  Officier de la Légion d'honneur par décret du 10 février 1915
  -  Chevalier de la Légion d'honneur par décret du 31 décembre 1907
- Croix de guerre 1914–1918
- Chevalier de l'ordre du Mérite agricole par décret du 1er janvier 1913
- Médaille coloniale agrafe Sahara, 29 mai 1903
- Médaille commémorative du Maroc agrafe Oudjda, Casablanca, Haut-Guir, Maroc
- Commandeur du Nichan Iftikhar
- Commandeur de l'ordre du Ouissam alaouite
- Ordre du Mérite militaire chérifien